# Get Back (ASAP)
"Get Back (ASAP)" este cel de-al treilea single al artistei Alexandra Stan în România lansat pe 11 martie 2011 și cel de-al doilea single internațional inclus pe albumul Saxobeats. Piesa și videoclipul sunt un follow-up, o reluare a poveștii din Mr. Saxobeat. După douăzeci de săptămâni în French Singles Chart s-a oprit pe locul 18, iar în România a ajuns pe locul 4 al Romanian Top 100. Single-ul a mai intrat in topurile din Belgia, Republica Cehă, Slovacia și Regatul Unit. Un remix al piesei a fost lansat pe 2 septembrei 2011 pe site-ul YouTube.

## Track listing
- France digital download

1. "Get Back (ASAP)" – 3:29

- Digital download single[1]

1. "Get Back (ASAP)" [Radio edit] – 3:30
2. "Get Back (ASAP)" [Extended version] – 4:26

- Digital Download[2]

1. "Get Back (ASAP)" [UK Radio Edit] - 2:12
2. "Get Back (ASAP)" [Extended Version] – 4:26
3. "Get Back (ASAP)" [Rudedog Main Mix] - 6:19
4. "Get Back (ASAP)" [Rudedog Rude Mix] - 6:23
5. "Get Back (ASAP)" [Frisco Remix] - 5:17
6. "Get Back (ASAP)" [Studio Club Radio Edit] - 3:21
7. "Get Back (ASAP)" [Studio Club Mix] - 4:15

## Videoclip
Filmările pentru videoclipul piesei Get Back (ASAP) au avut loc în luna mai 2011, undeva langă București, la studiourile Castel Film în regia lui Iulian Moga. Acest videoclip continuă povestea evadării din secția de poliție a clipului Mr.Saxobeat. Alexandra Stan ajunge într-un bar mexican unde își schimbă uniforma cu o rochie roșie, încercând să scape de polițiștii de pe urmele ei. După cântatul pe scenă și jocul de cărți ajung și căutatorii, însă reușește să scape și de această dată. Videoclipul a ajuns pe YouTube pe 6 iunie 2011 și a reușit să strângă un număr de peste 20.000.000 de vizualizări. Remix-ul piesei a fost lansat împreună cu un videoclip care a strâns peste 1.000.000 de vizualizări pe site-ul YouTube.

## Topuri
| Grafic (2011)                       | Poziția |
| ----------------------------------- | ------- |
| Austria (Ö3 Austria Top 40)         | 27      |
| Belgia (Ultratip Flanders)          | 10      |
| Belgia (Ultratop 40 Wallonia)       | 28      |
| Republica Cehă (IFPI)               | 5       |
| Danemarca (Tracklisten)             | 20      |
| Finlanda (Suomen virallinen lista)  | 8       |
| Franța (SNEP)                       | 18      |
| Ungaria (Dance Top 40)              | 20      |
| Ungaria (Rádiós Top 40)             | 8       |
| Israel (Media Forest)               | 10      |
| Olanda (Dutch Top 40)               | 18      |
| Polonia (Dance Top 50)              | 14      |
| România (Romanian Top 100)          | 4       |
| Slovacia (IFPI)                     | 1       |
| Spania(PROMUSICAE)                  | 25      |
| Spania (Airplay Chart)              | 17      |
| Elveția (Schweizer Hitparade)       | 23      |
| UK Dance (Official Charts Company)  | 8       |
| UK Single (Official Charts Company) | 56      |

| Grafic (2011)                        | Poziția |
| ------------------------------------ | ------- |
| Ungaria (Hungarian Airplay Chart)    | 77      |
| Polonia (Polish Dance Singles Chart) | 41      |
| România (Romanian Top 100)           | 41      |
| Grafic (2012)                        | Poziția |
| Ungaria (Hungarian Airplay Chart)    | 98      |

## Lansările
| Țara         | Data              | Format           | Casă discuri                 |
| ------------ | ----------------- | ---------------- | ---------------------------- |
| Franța       | 28 martie 2011    | Digital download | Play On, Jeff                |
| Spania       | 17 mai 2011       | Digital download | Blanco y Negro               |
| Belgia       | 20 mai 2011       | Digital download | MediaPro Music, ARS          |
| Italia       | 5, iulie 2011     | Digital download | EGO Italy                    |
| Italia       | 30, august 2011   | CD single        | EGO Italy                    |
| S.U.A        | 10 octombrie 2011 | Digital download | Ultra Records                |
| Regatul Unit | 18 decembrie 2011 | Digital download | All Around the World Records |
| Germania     | 2 decembrie 2011  | CD single        | Sony Music                   |